# 황금대겁안
《황금대겁안》(중국어: 黃金大劫案)은 2012년에 개봉한 중국의 코미디, 액션 영화이다. 영호가 감독을 형애나, 하서예, 정효양, 악소군, 왕홍위, 완세생이 각본을 맡았다.

## 줄거리
털 수 있는 건 모조리 턴다! 일본의 반식민지 시대였던 2차대전 직후의 중국, 혼란한 사회 분위기 속에서 피어나는 것은 불신과 착취뿐이다. 하는 일 없이 도둑질을 일삼던 동네 양아치 ‘쇼둥베이’ 역시 마찬가지. 신부를 협박해 쌀을 훔치고, 동냥하는 아이의 목걸이까지 슬쩍 하는 인간 말종 캐릭터다. 돈 되는 건 가리지 않고 훔치며 하루하루 연명하는 그에게 나라의 미래 따위는 안중에도 없다.
우연이 필연으로, 필연이 운명으로 피어나다. 도둑질을 하다 감옥에 들어가게 된 쇼둥베이는 심한 고문으로 죽어가는 혁명당원을 만나게 된다. 하지만 쇼둥베이가 관심을 갖는 건 오로지 그가 벗어둔 옷과 신발. 결국 그것들을 챙겨 집으로 돌아오는 길, 낯선 이들의 공격을 받게 되고. 이상한 낌새를 눈치 챈 쇼둥베이는 신발 속 쪽지를 발견하게 된다. 일본인들이 무기를 사기 위해 마련된 금괴를 털자는 것. 돈 냄새를 그냥 지나칠 그가 아니다. 혁명당원들과의 거래 끝에 그들의 일에 가담하게 되고 그 대가로 금을 얻게 된 쇼둥베이. 하지만 금이 화를 부르게 되고, 연이은 아버지의 죽음. 그를 못 미더워했던 혁명당원들은 등을 돌리고 만다. 결국 억울한 이들의 죽음 앞에서 홀로 정면승부에 나선 쇼둥베이, 더 이상 그는 양아치가 아니다.

## 출연진
- 뇌가음 - 샤오 역
- 청위안위안
- 타오훙